# 北美洲历史

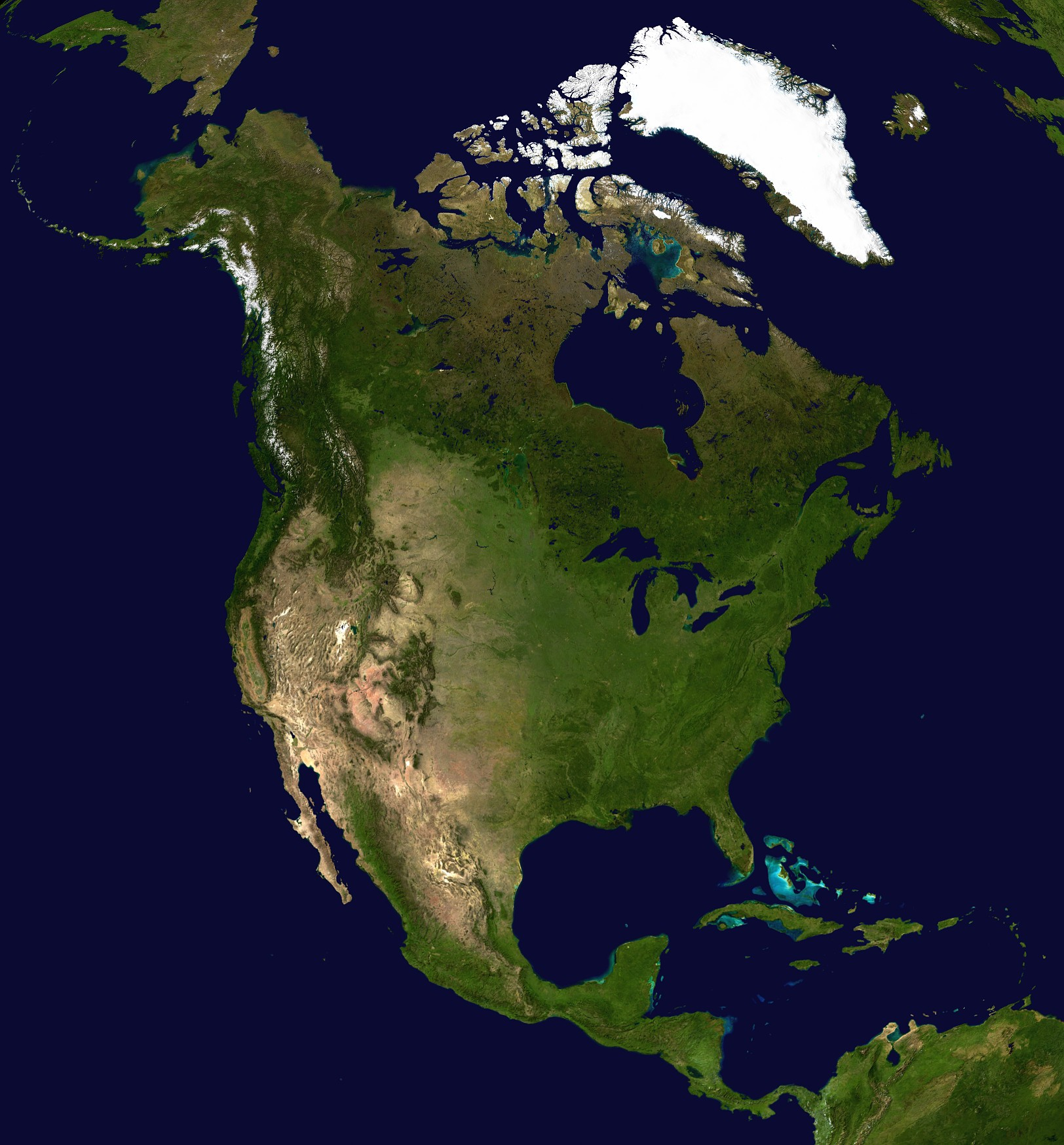
一幅北美洲正投影卫星合成照片

北美洲历史是北美洲地区人类既往的活动。普遍认为，人类跨越白令海来到北美洲的时间，是大约17,000年至40,000年前。但近年来的发现表明，北美洲最早的人类活动，可能还要向前追溯90,000年。从最早的人类抵达北美开始，人类的活动范围逐渐蔓延到整个北美大陆，从因纽特到阿兹特克和玛雅，都分布有简易的人类定居点，甚至是早期的城镇。这些孤立社群发展出了他们自己独特的生活方式和文化，而文明之间的交流则相对有限。而后来同大洋彼岸的亚欧之间的的贸易活动和武装冲突，改变了北美族群间孤立的局面。
进入大航海时代后，欧洲人陆续到达美洲，并开始殖民。虽然有证据显示維京人可能在10世纪就已经到达北美東岸，但哥伦布仍是欧洲公认的最早发现新大陆的人。此后，欧洲人涌入美洲，使得当地人不堪重负，北美成为欧洲的政治竞争舞台，几乎被英国、法国和西班牙瓜分。在今天的北美文化中，殖民的烙印清晰可见。
欧洲各方势力在北美洲抢夺资源，而资源分配的不均导致了随之而来的战争。但与此同时，这些欧洲的殖民地也逐渐萌发了独立思想。美国革命和墨西哥独立战争等革命运动产生了新兴的独立国家，这些国家成为了北美洲新的政治主导力量。1867年加拿大的联邦成立，展现了北美洲全新的现代政治面貌。
从19到21世纪，北美洲国家与其他地区的联系越来越紧密。虽然冲突时有发生，但是北美大陆大体保持了安定和平，国际开放商业贸易合作频繁。但现今自由贸易区、拉丁美洲移民和毒品贩运等问题，一直困扰着北美地区的进一步发展。

## 早期

基于单地起源假说的早期人类迁移地图。.

古印第安人迁移和遍布整个美洲的细节仍然具有争议，如确切的时间和路线问题等。多年来，传统理论认为，这些早期的迁徙者是在40,000至17,000年前末次冰河时期海平面显著降低的时候，迁徙到了东西伯利亚和今天的阿拉斯加之间的白令陆桥的，有人认为他们沿着劳伦泰冰盖和科迪勒拉冰盖间延伸的冰盖融化后的走廊，随已灭绝的更新世巨型动物群迁徙而来。然而也有人提出了另一条路线，认为人类沿太平洋海岸直接来到了南美洲。但是后者的证据被末次冰河期以来上升了几百米的海平面掩盖。
考古学家认为，古印第安人大约在16,500到40,000年前走出白令陆桥（今阿拉斯加东部），这个时间范围是近年来一直处在讨论的热门问题。可以确定的是，在末次冰期末，或者更准确的说是末次冰盛期，也就是约13,000 – 16,000年前，从中亚地区起源的人，已在美洲广泛分布。但是也存在一些包括从欧洲迁徙的一些边缘理论。

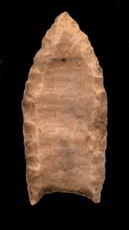
一个石尖头器。.

石器是早期人类在美洲活动的主要证据，精致的石片工具被考古学家和人类学家用于分类和梳理文化时期。科学证据表明，美洲原住民与亚洲人（尤其是东西伯利亚人）有着联系。美洲土著在语言、血型分布方面也与北亚人有联系，反应在分子层面的遗传密码（如DNA）上。公元前8,000–7,000年（9,000–10,000年前），由于气候的稳定、人口的增加和石器技术的进步，使得北美原住民向定居生活方向发展。

### 前哥伦布时期
与欧洲人接触之前的北美洲土著被划分成许多不同的政体，小到几个家庭，大到一个帝国。 他们按照不同的生活方式，居住在几个“文化领域”，大致与地理和生物带相当，例如狩猎采集者生活在大平原，农民生活在中部美洲。也可以按语言将他们分类，例如德内语支或猶他－阿茲特克語系。值得注意的是，使用相似语言的人，不一定拥有相同的物质文化，相互间也并非绝对亲善。
美洲远古时期的气候变得温暖干旱，大型动物群消失。这一时期主要的人口仍然是不断随兽群迁移的狩猎采集者，但一些人已经开始利用当地资源开始定居。不再过于依赖狩猎采集后，北美洲原住民的经济生活方式也变得多样，他们除狩猎外还学会了捕鱼、捞贝和植物采集等活动。大多数人仍以狩猎大型动物为生，但他们的狩猎方式变得更加复杂，获取肉类的方法也变得更加多样。部分远古墓穴中的陪葬品显示，一些社群已开始产生社会分化。

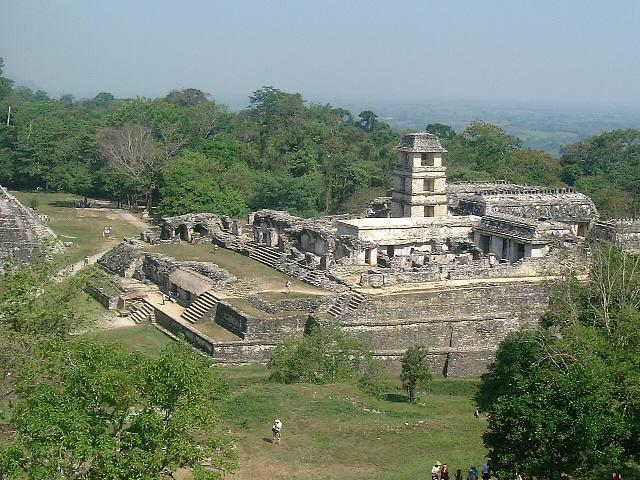
墨西哥帕伦克的玛雅遗址。

靠南的社群习得了更多的作物种植方法，其中包括一些许多现在世界各地都在种植的作物，如西红柿和南瓜。最重要的是，他们学会了种植玉米，这是当今世界上的主要的主食。
南部地区随着农业发展，产生了许多显著的文化进步。例如，玛雅文明发展出书写系统，建造了庞大的金字塔，创造了复杂的历法，并比旧世界的文明早500年发展出“零”这一概念。玛雅文化在西班牙人到来之前仍影响着中美洲，但是那里的政治主导者变成了更靠北的阿兹特克帝国。
在北美洲西南部，1540年左右西班牙人到来之前至少两千年，霍霍坎文化和阿那萨吉人的社会，已经开始从事沟渠灌溉的农业生产，并有定居村落。欧洲人到达新大陆后，当地人民的文化发生了剧变，相关的政治和文化格局也发生改变，大量语言濒临灭绝，未灭绝者也迅速式微。

## 欧洲人的到达

### 早期的发现

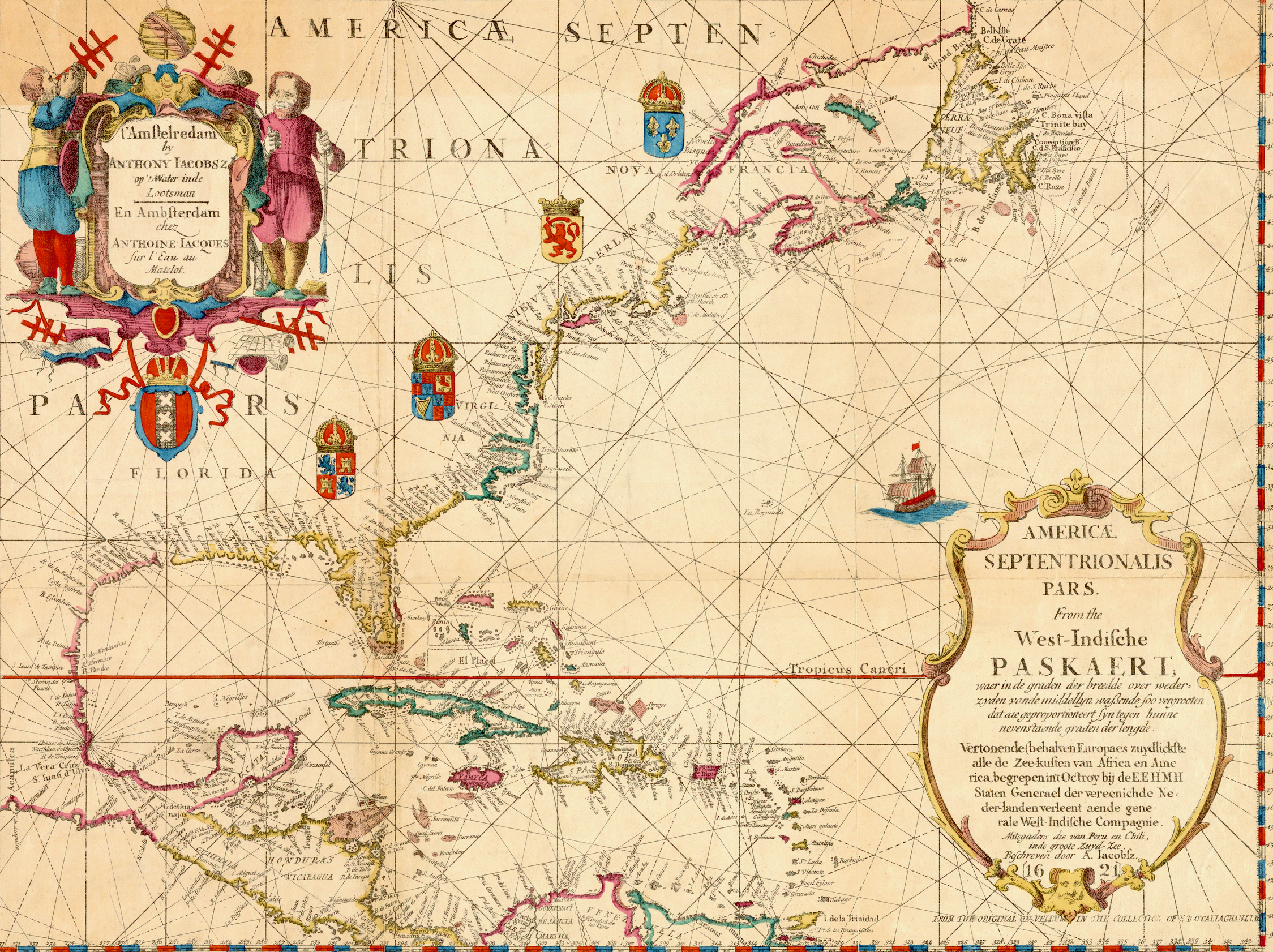
北美地图（1621）

1492年前，美洲人民和外部世界的接触是非常有限的。 虽然有人提出了一些理论，但我们找到的最早的实物证据来自诺斯人或者维京人的。 维京探险家莱夫·埃里克松的船队，被确信在公元1000年左右到达纽芬兰岛。 他们将它命名为文兰。 蘭塞奧茲牧草地是在加拿大纽芬兰和拉布拉多发现的唯一的维京人据点。维京人后来放弃了在北美的殖民地。
维京人的航行在旧世界中并没有被广泛知晓，欧洲人仍然不知道美洲的存在。直至1492年，作为地理大发现的一部分，热那亚水手的克里斯托弗·哥伦布希望从欧洲向西出发，找到一条更短的到达亚洲的路径。 他最终得到西班牙王后伊莎贝拉一世和国王费尔南多二世的支持。1492年哥伦布到达了巴哈马。
在维京人500年之后的1497年，乔瓦尼·卡博托探索了日后加拿大的东海岸。乔瓦尼·达韦拉扎诺在1524探索了从弗罗里达到纽芬兰岛的北美东海岸。雅克·卡蒂埃于1534代表法国王室航行并沿圣劳伦斯河深入内陆。

### 成功殖民
要理解什么构成了殖民化的成功，了解什么是殖民是很重要的。殖民化指的是大规模人口移动，这些移民与他们或他们的祖先的国家，保持紧密的联系，并通过这种联系，比这片领土上的其他居民，获得明显的特权。
一开始，欧洲人的活动主要是贸易和探索。 后来，欧洲人开始建立定居点。三个在北美的主要殖民国家为西班牙，英格兰和法国，虽然后来其他国家如荷兰、瑞典加入了。
西班牙最先开始欧洲人在美洲殖民. 他们控制了加勒比最大的岛屿并征服了阿兹特克人，控制了今天的墨西哥和中美洲。 这是西班牙帝国在新大陆的开始。 1519年西班牙在韦拉克鲁斯建立了第一个殖民地，随后又建立了新西班牙和西属佛罗里达。
英国第一个的殖民地是在詹姆斯敦（1607）（以及其卫星城百慕大，在1609年）和普利茅斯（1620），分别在今天的弗吉尼亚州和麻薩諸塞州。法国第一个殖民地是皇家港口（1604）和魁北克市（1608），分别在今天的新斯科舍省和魁北克省。皮草贸易很快就成为了新大陆的主要贸易，并改变了原住民的生活方式。
在南方，种植园奴隶制在西印度群岛盛行，这导致了黑奴贸易。

## 殖民时代

1750-1999年非土著国家对美洲的控制版图。

1663年，法国王室通过皮草贸易公司，完全控制了新法蘭西，英国宪章殖民地获得了更多对大城市的控制。北美洲迎来了新的殖民时代。
欧洲国家之间的竞争，在北美大陆上造成了一系列对殖民地发展影响很大的战争，领土的经常转手多次。 直到法国在魁北克市的亞伯拉罕平原戰役中战败，并放弃了在加勒比以外宣称的大部分领土，战争才结束。 法国的离去，使得原住民失去了对抗英国殖民者的同盟。在五大湖地区的原住民部族，于1763年发起的庞蒂克战争。在这场战争中，英国发布了《1763年皇家宣言》，保护了原住民在阿巴拉契亚山脉以西的土地的一些权力。
新西班牙总督辖区(今墨西哥)，是1535到1821年，总督统治下的西班牙帝国在亚洲、北美及其周围的领土。

## 革命
美国革命的到来，对整个北美大陆造成了深远影响。最重要的是，它直接导致了美利坚合众国的成立。美国独立战争是一场涉及到这一地区各个角落的重要的战争。美国保皇党的溃败，导致英语区加拿大的单独成立。
与此同时，西班牙对墨西哥的控制也在减弱。1810年，米格尔·伊达尔戈宣布独立，开始了墨西哥独立战争。 在1813年， 莫雷洛斯召开奇尔潘辛戈大会签署了北美獨立宣言莊嚴法案，第一个宣布脱离西班牙的法律文件。西班牙最终在1821年承认墨西哥的独立。

## 扩张时期
美国从独立时开始，迅速向西扩张，在1803年购得路易斯安那州的大片领土。1810至1811年间，特库姆塞领导了一场试图把美国人赶出五大湖地区的失败的战斗。 特库姆塞的追随者向北去了加拿大，在那里帮助英国阻止美国在1812年战争期间夺取加拿大。战争后，英国和爱尔兰在加拿大的定居点大幅增加。
蓄奴州与自由州的分化，使美国的扩张更加复杂，也导致了1820年的密苏里妥协。 同样，加拿大所面临着法语区和英语区的分化，导致了1837年叛乱的爆发。 墨西哥面临着自由派和保守派之间不断的政治紧张局势，讲英语的德克萨斯州的叛乱，于1836年宣布独立成德克萨斯共和国。 1845年德克萨斯州加入了美国，这导致了1846年的美墨战争，开始了美帝国主义。 作为冲突的结果，美国获得了加利福尼亚州和西南地区的大片领土。

## 内战，联盟国和入侵
美利坚联盟国的分裂和引发的内战，大大动摇了美国社会。内战最终结束了美国的奴隶制，导致了南方的摧毁和之后的重建，以及大量的伤亡。内战后，美国成为了一个强大的工业化国家。
作为对美国威胁的部分回应，三个加拿大的殖民地1867年成立加拿大自治领，组成联邦。 新的国家并没有完整的主权，但有脱离英国的相当大的独立性。不列颠哥伦比亚省1871年的加入，使加拿大扩张到太平洋，并在1885年修建了一条越洲铁路：加拿大太平洋铁路。
在墨西哥，像改革战争这样的冲突，使国家变弱，并受到外国影响，也导致了法蘭西第二帝國的入侵。

## 19世纪晚期
在俄罗斯和中国移民，在19世纪下半叶，开始大规模流入定居西部。 这些地方并是不无人居住，美国政府发动北美印第安战争。 在加拿大，由于一系列条约就和平的多，但1870年和1885年，在大草原上发生了两场叛乱。 1907年，英国殖民地纽芬兰成为自治领。
这一时期，墨西哥处在波费里奥·迪亚斯的独裁统治之下。

## 世界大战的时期

### 第一次世界大战
加拿大作为大英帝国的一部分，1914年就自动参战了。加拿大首当其冲的参加了战争早期阶段的几场重要战役，包括使用毒气袭击伊珀尔的。加拿大损失惨重，政府开始大量征兵，尽管事实上这违背了大多数法裔加拿大人的意愿。 在随后的1917年征兵危机，蒙特利尔街上发生了暴动。纽芬兰，新自治领在1916年7月1日，索姆河战役首日，遭受了毁灭性打击。
美国在战争中保持中立，直到1917年加入协约国。之后在1919年巴黎和会上，美国扮演了重要的角色，造就了战间期的欧洲。
墨西哥没有卷入战争，当时正在进行墨西哥革命。

### 战间期
1920年代美国和加拿大十分繁荣。但1929年华尔街的崩溃和干旱，给美国和加拿大带来了经济困难。
墨西哥于1917年通过墨西哥宪法，1929年开启了革命制度党长达71年的执政。

### 第二次世界大战
加拿大比它的邻国更早参战，虽然在日本偷袭珍珠港之前没做什么贡献。美国的参战，帮助同盟国打破平衡。 在1942年八月19日，主要由加拿大组成的6000多步兵在靠近英吉利海峡的法国迪耶普登陆，被德国元帅冯·伦德施泰特击败。907加拿大人丧生，近2,500被俘虏。这次失败的教训，使得两年后诺曼底登陆取得了成功。
1942年，两艘向美国运油的墨西哥油轮被德国人在墨西哥湾水域击沉，尽管当时墨西哥是保持中立的。 这导致墨西哥向轴心国宣战。
战争对欧洲造成的破坏，使北美洲国家在国际事务中扮演着越来越重要的角色。尤其是美国，成为了一个"超级大国"。

## 战后
冷战初期，美国被视为包括加拿大和墨西哥在内的西方世界的最强大的国家。 在国内，美国经历了尤其是种族关系的剧烈变化。 在加拿大相应地也发生了寂静革命和魁北克民族主义的兴起。
二战后墨西哥经历了一段经济迅猛增长、大幅工业化、中产阶级增长的时期，被称为"El Milagro Mexicano" (墨西哥奇迹).
当在加勒比地区最大的岛屿上，爆发了古巴革命，冷战对抗发展到拉美地区，加勒比地区开始了非殖民化。
1959年，美国本土外的领土阿拉斯加和夏威夷加入美国。

## 越南和滞胀
在此期间，美国参与到作为全球冷战一部分的越南战争中来，这场战争后来造成了美国社会的高度分裂。1975年4月17日，红色高棉攻占金边，4月30日，越南人民军攻占西贡，12月2日巴特寮攻占万象，美国从印度支那撤军。
加拿大在这一时期的领导人皮埃尔·特鲁多，在1982年，他的任期的末尾，制定了新的加拿大宪法，正式将修宪权从英国“收回”，标志着加拿大终于成为具有完整主权的独立国家。
美国和加拿大这时都在经历滞胀，导致小政府政治的复苏。1970年代，因石油价格上涨，作为产油国的墨西哥经历了短暂的经济繁荣。

## 1980年代
墨西哥总统米格尔·德拉马德里在80年代初，实行自由经济的战略。 1982年，墨西哥因石油价格下跌而陷入严重的债务危机，墨西哥比索遭受贬值。 1988年的总统大选，是一场颇具竞争性的大选。 左翼的候选人，颇受爱戴的墨西哥总统拉萨罗·卡德纳斯的儿子夸特莫克·卡德纳斯，取得一系列成功的活动，呼声极高。但革命制度党候选人卡洛斯·萨利纳斯还是最终当选，不过得票率仅为５０．７６％，是革命制度党成立以来得票率最低的。相反，被革命制度党开除的夸特莫克·卡德纳斯作为“全国民主阵线”（民主革命党的前身）的总统候选人，却得到３１％的选票。另一个反对党国家行动党也获得了１７％的选票。 这是墨西哥宪法改革以来，非革命制度党候选人最接近当选的一次。1988年6月6日大选当天，用来统计票数的IBM AS/400的一个系统被意外关闭，但政府只是说 "se cayó el sistema" (“系统崩溃”)来解释这一事件。
在美国，罗纳德·里根总统试图使美国回到反共产主义的外交政策上来，他的支持者认为这是在试图维护在国际社会的正义统治（对比于苏联）。 在国内，里根总统试图推行一系列的私有化和涓滴经济来刺激经济。
加拿大的布赖恩·马尔罗尼和里根一样，也希望和美国进行密切的贸易往来。 这促成了1989年的加拿大-美国自由贸易协定。

## 现代历史
冷战结束后，1990年代经济持续扩张。1994年1月1日，加拿大、墨西哥和美国签署了《北美自由贸易协定》，成为全世界最大的自由贸易区。1995年，魁北克就脱离是否独立的问题而举行的全民公决，在其中51％投票反对，49%同意。2000年，比森特·福克斯成为71年以来，第一个当选的非革命制度党候选人。
90年代的乐观，被2001年在美国发生的911事件打破，并导致了加拿大也参加了的阿富汗战争。但加拿大和墨西哥并不支持美国随后在伊拉克的行动。
2006年开始的墨西哥毒品战争，已经演化成为一场真正的军事冲突，每年有越来越多的人死亡。
2007年冬天，美国开始了一场金融危机，并在2008年秋季最终引发全球经济衰退。
2009年，贝拉克·奥巴马正式成为第一位非洲裔美国总统。 两年后，制造911袭击的本·拉登被找到并击毙。 2011年12月18日，美军撤出伊拉克，伊拉克战争正式结束。 相比之下，阿富汗战争，2014年12月28日美方也在逐渐撤出阿富汗，但仍有些部队留在那里，开始了第二阶段的冲突。

## 參见
- 美洲历史
- 西方文明历史（英语：History of western civilization）

### 地区
- 美国旧西部
- 中美洲历史
- 拉丁美洲历史
- 新英格兰历史（英语：History of New England）
- 加勒比历史（英语：History of the Caribbean）
- 美国南部历史
- 北美西海岸历史（英语：History of the west coast of North）

## 拓展阅读
- Bennett, Norma V. (1997), Pioneer Legacy, ISBN 0-9683026-0-2
- Kane, Katie Nits Make Lice: Drogheda, Sand Creek, and the Poetics of Colonial Extermination（页面存档备份，存于） Cultural Critique, No. 42 (Spring, 1999), pp. 81–103 doi:10.2307/1354592
- Churchill, Ward A Little Matter of Genocide 1997 City Lights Books ISBN 0-87286-323-9